# Liste der belgischen Botschafter in Japan
Die Botschaft befindet sich in Nibancho 5-4, Chiyoda-ku, Tokyo.
| Ernennung     | Akkreditierung | Name                                 | Bemerkungen                                                                            | ernannt während der Regierung von | akkreditiert während der Regierung von | Posten verlassen |
| ------------- | -------------- | ------------------------------------ | -------------------------------------------------------------------------------------- | --------------------------------- | -------------------------------------- | ---------------- |
| 21. Dez. 1868 | Nov. 1870      | Auguste t'Kint de Roodenbeke         | außerordentlicher Gesandter und Ministre plénipotentiaire, (* 22. November 1816–1878)  | H.-J.-W. Frère-Orban              | Meiji                                  |                  |
| 16. Juni 1873 | Nov. 1873      | Albert de Groote                     | Ministre résident                                                                      | Jules Malou                       | Meiji                                  |                  |
| 1. Dez. 1879  |                | Albert de Groote                     | außerordentlicher Gesandter und Ministre plénipotentiaire                              | H.-J.-W. Frère-Orban              | Meiji                                  |                  |
| 28. Nov. 1883 | Feb. 1885      | Georges Neyt                         | außerordentlicher Gesandter und Ministre plénipotentiaire, (1842–1908)                 | H.-J.-W. Frère-Orban              | Meiji                                  |                  |
| 18. März 1893 | Okt. 1893      | Albert d’Anethan                     | außerordentlicher Gesandter und Ministre plénipotentiaire Cousin von Auguste d’Anethan | Auguste Beernaert                 | Itō Hirobumi                           |                  |
| 1. März 1897  |                | Emile Cartier de Marchienne          | Geschäftsträger                                                                        | Paul de Smet de Naeyer            | Matsukata Masayoshi                    |                  |
| 1. Dez. 1897  |                | Albert d’Anethan                     | außerordentlicher Gesandter und Ministre plénipotentiaire                              | Paul de Smet de Naeyer            | Matsukata Masayoshi                    |                  |
| 1. Dez. 1901  |                | George de Man                        | Geschäftsträger Konsul in Kobe                                                         | Paul de Smet de Naeyer            | Katsura Tarō                           |                  |
| 1. Dez. 1902  |                | Albert d’Anethan                     | außerordentlicher Gesandter und Ministre plénipotentiaire                              | Paul de Smet de Naeyer            | Katsura Tarō                           |                  |
| 1. Aug. 1906  |                | Albert Moulaert                      | Geschäftsträger                                                                        | Paul de Smet de Naeyer            | Saionji Kimmochi                       |                  |
| 1. Jan. 1907  |                | Charles de Royer                     | Geschäftsträger                                                                        | Jules de Trooz                    | Saionji Kimmochi                       |                  |
| 1. Apr. 1907  |                | Albert d’Anethan                     | außerordentlicher Gesandter und Ministre plénipotentiaire                              | Jules de Trooz                    | Saionji Kimmochi                       |                  |
| 1. März 1909  |                | Henry de Woelmont                    | Geschäftsträger                                                                        | Frans Schollaert                  | Katsura Tarō                           |                  |
| 1. Feb. 1910  |                | Albert d’Anethan                     | außerordentlicher Gesandter und Ministre plénipotentiaire                              | Frans Schollaert                  | Katsura Tarō                           |                  |
| 1. Juli 1910  |                | Henry de Woelmont                    | Geschäftsträger                                                                        | Frans Schollaert                  | Katsura Tarō                           |                  |
| 1. Dez. 1910  |                | Philippe de Beaufort                 | Geschäftsträger                                                                        | Frans Schollaert                  | Katsura Tarō                           |                  |
| 5. Dez. 1910  | Apr. 1911      | Georges della Faille de Leverghem    | außerordentlicher Gesandter und Ministre plénipotentiaire                              | Frans Schollaert                  | Katsura Tarō                           |                  |
| 1. Mai 1919   |                | Lemaire de Warzée d’Hermalle         | Geschäftsträger                                                                        | Léon Delacroix                    | Hara Takashi                           |                  |
| 25. Dez. 1920 | 1. Mai 1921    | Albert de Bassompierre               | außerordentlicher Gesandter und Ministre plénipotentiaire                              | Henri Carton de Wiart             | Hara Takashi                           |                  |
| 11. Juni 1922 | Sep. 1922      | Albert de Bassompierre               | Ambassadeur Plénipotentiaire Extraordinaire                                            | Georges Theunis                   | Katō Tomosaburō                        |                  |
| 1. Mai 1924   |                | Franz Joly                           | Geschäftsträger                                                                        | Georges Theunis                   | Kiyoura Keigo                          |                  |
| 1. Apr. 1925  |                | Albert de Bassompierre               | Ambassadeur Plénipotentiaire Extraordinaire                                            | Prosper Poullet                   | Kiyoura Keigo                          |                  |
| 1. Feb. 1929  |                | Joseph Berryer                       | Geschäftsträger                                                                        | Henri Jaspar                      | Hamaguchi Osachi                       |                  |
| 1. Dez. 1929  |                | Albert de Bassompierre               | Ambassadeur Plénipotentiaire Extraordinaire                                            | Henri Jaspar                      | Hamaguchi Osachi                       |                  |
| 1. Dez. 1932  |                | Albert Barbanson                     | Geschäftsträger                                                                        | Charles de Broquevillei           | Saitō Makoto                           |                  |
| 1. Nov. 1933  |                | Albert de Bassompierre               | Ambassadeur Plénipotentiaire Extraordinaire                                            | Charles de Broquevillei           | Saitō Makoto                           |                  |
| 1. Jan. 1936  |                | Maurice Iweins d’Eeckhoutte          | Geschäftsträger                                                                        | Paul van Zeeland                  | Hirota Kōki                            |                  |
| 1. Okt. 1936  |                | Albert de Bassompierre               | Ambassadeur Plénipotentiaire Extraordinaire                                            | Paul van Zeeland                  | Hirota Kōki                            |                  |
| 16. Feb. 1939 |                | Pierre Attilio Forthomme             | Geschäftsträger                                                                        | Hubert Pierlot                    | Hiranuma Kiichirō                      |                  |
| 1. Nov. 1939  |                | Pierre Attilio Forthomme             | Ambassadeur Plénipotentiaire Extraordinaire                                            | Hubert Pierlot                    | Hiranuma Kiichirō                      |                  |
| 18. Dez. 1941 |                | ruptures des relations diplomatiques | Unterbrechung der diplomatischen Beziehungen                                           | Hubert Pierlot                    | Hubert Pierlot                         |                  |
| 3. Jan. 1947  |                | Guy Daufresne de la Chevalerie       | représentant militaire aupres du Supreme Commander for the Allied Powers, General      | Paul-Henri Spaak                  | Katayama Tetsu                         |                  |
| 6. Apr. 1952  |                | Emile Indekeu                        | Geschäftsträger                                                                        | Jean Van Houtte                   | Yoshida Shigeru                        |                  |
| 12. Nov. 1952 |                | Guy de Schoutheete de Tervarent      | Botschafter                                                                            | Jean Van Houtte                   | Yoshida Shigeru                        |                  |
| 26. Apr. 1956 |                | J. van Caloen de Basseghem           | Geschäftsträger                                                                        | Achille Van Acker                 | Ishibashi Tanzan                       |                  |
| 1. Sep. 1956  |                | Raymond Herremans                    |                                                                                        | Achille Van Acker                 | Ishibashi Tanzan                       |                  |
| 16. Juli 1959 |                | E. Fontaine                          | Geschäftsträger                                                                        | Gaston Eyskens                    | Kishi Nobusuke                         |                  |
| 12. Okt. 1959 |                | Eugène Du Bois                       |                                                                                        | Gaston Eyskens                    | Kishi Nobusuke                         |                  |
| 30. Dez. 1962 |                | Albert Hupperts                      |                                                                                        | Théo Lefèvre                      | Ikeda Hayato                           |                  |
| 14. Dez. 1968 |                | Frédégand Cogels                     |                                                                                        | Gaston Eyskens                    | Satō Eisaku                            |                  |
| 15. Mai 1972  |                | Albert Hupperts                      |                                                                                        | Gaston Eyskens                    | Tanaka Kakuei                          |                  |
| 4. Aug. 1974  |                | Raoul Dooreman                       | 1964–1967: Botschafter in Guatemala                                                    | Leo Tindemans                     | Miki Takeo                             |                  |
| 17. Jan. 1978 |                | Herman Dehennin                      |                                                                                        | Paul Vanden Boeynants             | Ōhira Masayoshi                        |                  |
| 26. Nov. 1981 |                | J. Verwilghen                        |                                                                                        | Mark Eyskens                      | Suzuki Zenkō                           |                  |
| 19. Sep. 1985 |                | Marcel Depasse                       |                                                                                        | Wilfried Martens                  | Nakasone Yasuhiro                      |                  |
| 11. Okt. 1988 |                | Patrick Nothomb                      |                                                                                        | Wilfried Martens                  | Takeshita Noboru                       |                  |
| 19. Nov. 1997 |                | Gustaaf                              |                                                                                        | Jean-Luc Dehaene                  | Ryūtarō Hashimoto                      |                  |
| 7. Okt. 2002  |                | Jean-François Branders               |                                                                                        | Guy Verhofstadt                   | Jun’ichirō Koizumi                     |                  |
| 15. Nov. 2006 |                | Johan Maricou                        |                                                                                        | Guy Verhofstadt                   | Shinzō Abe                             |                  |
| 2. Nov. 2010  |                | Luc Liebaut                          |                                                                                        | Yves Leterme                      | Naoto Kan                              |                  |